# Apache HTTP Server
Apache HTTP Server（簡稱Apache）是Apache軟體基金會的一個開放源碼的網頁伺服器軟體，可以在大多數電腦作業系統中運行。由於其跨平台和安全性，被廣泛使用，是最流行的Web伺服器軟體之一。它快速、可靠並且可通過簡單的API擴充，將Perl／Python等直譯器編譯到伺服器中。

## 歷史
起初由伊利諾大學香檳分校的國家超級電腦應用中心（NCSA）開發。此後，被開放原始碼團體的成員不斷的發展和加強。網站伺服器擁有牢靠可信的美譽，已經在全球超過半數的網站中被使用－特別是幾乎所有最熱門和瀏覽量最大的網站。例如維基百科網站的伺服器就使用了。
剛開始發展時，只是網景網頁伺服器（現在是Sun ONE）之外的開放原始碼選擇之一。慢慢地，它開始在功能和速度超越其他基於Unix的伺服器。到了的時代，實際效率又比更快，比能同時服務更多的網頁連線數。
1996年4月以來，一直是互联网上最流行的伺服器：1999年5月它在57%的網頁伺服器上運行，到了2005年7月這個比例上升到了69%。在2005年11月最風光的時候達到接近70%的市佔率，不過在部份擁有大量域名的主機域名商轉換為微軟網際網路資訊服務平台後，市佔率近年來呈現些微下滑。同時搜尋引擎巨擘谷歌自己的網頁伺服器平台谷歌網頁伺服器推出後（也可說是一種修改版的），再加上nginx、Lighttpd等輕量化網頁伺服器軟體在市場上有一些能見度，這些因素都反應在整體網頁伺服器市佔率的消長，的市佔率就隨之滑落。
根據Netcraft在2009年12月的最新統計數據，的市佔率已經降為53.67％，網際網路資訊服務降為18.26％，谷歌網頁伺服器13.53％，8.75％。儘管如此，及其各种分支版本仍舊是當前網際網路市場上，市佔率最高的網頁伺服器軟體。
2020年4月，估計在全球最繁忙的一百萬個網站中，使用的有29.12%，使用Nginx的有25.54%；而的數據則顯示，在全球最繁忙的一千萬個網站中，使用Apache的有39.5%，使用Nginx的有31.7% 。

## 命名
作者宣称因为这个名字好记，所以才在最初选择它，但是流传最广的解释是（也是最显而易见的）：这个名字来自於一个事实：当在1995年初开发的时候，它是由当时最流行的服务器國家超級計算應用中心超文本傳輸協議守護程序 1.3的代码修改而成的，因此是「一个修补的（a patchy）」服务器。然而，在服务器官方网站的FAQ中是这麽解释的：「这个名字是为了纪念名为的美洲原住民印第安人的一支，众所周知他们拥有高超的作战策略和无穷的耐性。」贝伦多夫说：「我选择阿帕奇这个名字是取其积极含义。阿帕奇族是最后一个屈服于美国政府的民族。当时我们担心大公司迟早会参与竞争并‘教化’这块最早的网络之地，所以在我看来，阿帕奇是个很好的名称，也有人说这个词一语双关-因为正如（与谐音）的名字所表明的那样，他们确实是在给服务器打补丁。」无论如何，分支不包含任何的程序代码。

## 特性

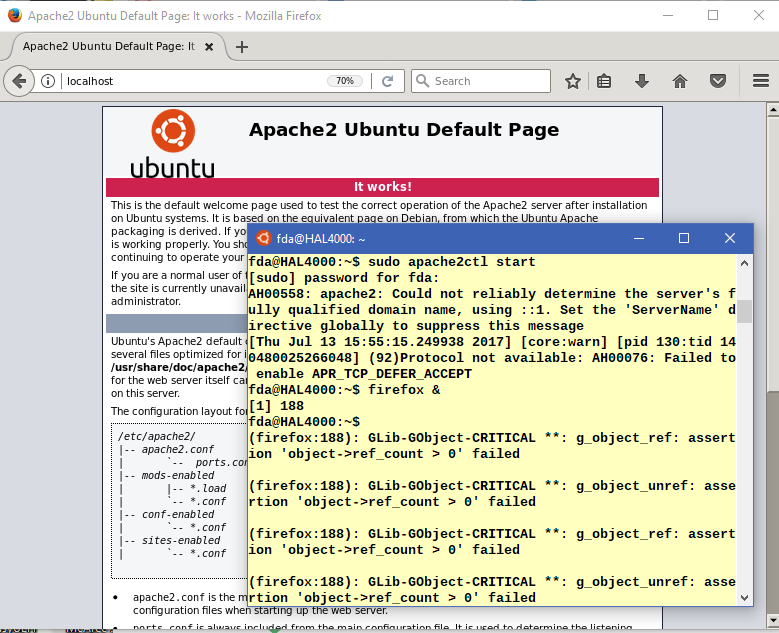
Apache2於WSL

Apache支援許多特性，大部分通過編譯的模塊實現。這些特性從伺服器端的程式語言支援到身份認證方案。一些通用的语言接口支持Perl，Python，Tcl， 和PHP。流行的认证模块包括mod_access，mod_auth和mod_digest。其他的例子有SSL和TLS支持（mod_ssl），代理服务器（proxy）模块，很有用的URL重写（由mod_rewrite实现），定制日志文件（mod_log_config），以及过滤支持（mod_include和mod_ext_filter）。Apache日志可以通过网页浏览器使用免费的脚本AWStats或Visitors来进行分析。

## 2.x版本
Apache的2.x版本核心在Apache 1.x版本之上作出了重要的加強。這包括：多執行緒，更好的支援非UNIX平台（例如Windows），MPM，新的Apache API，以及IPv6支援。

## 評價
- 《PC Magazine》2004年8月評出了近30年以來的10款最佳軟體產品。他們其中或者是有過最輝煌的歷史，或者是最具創意。其對Apache的評價是：第三名：Apache（1995年推出），目前已經演變成了「LAMP」，即Linux、Apache、MySQL和PHP的聯合體。這是一個開放原始碼軟體項目，已經對微軟的「.NET」戰略構成嚴重威脅。尤其是Apache網路伺服器，讓用戶充分體驗到開放原始碼軟體的穩定性、可靠性和可定製性。
- Apple.com評價Apache時說：Apache是伺服器軟體始終不斷進化的大型元件，它免費但又是無價之寶。Apache是在開源運動中出現的絕對珍品，因為不屬於個人專利而是對公共免費。一旦擁有這些原始碼，程序員能夠自由完成所想——能在其它程式員接替工作時被賦予同樣的權限來改變和修改自己的原始碼。

## 外部連結
- Apache伺服器官方網站（页面存档备份，存于）
- Apache軟體基金會官方網站（页面存档备份，存于）